# Ленінградський інститут філософії, лінгвістики та історії
Ленінградський інститут філософії, лінгвістики та історії (ЛІФЛІ) — гуманітарний ЗВО університетського типу, що існував у Ленінграді з 1931 по 1937 рік. Був виділений з ЛДУ і врешті-решт знову з ним злитий. Його профілем була «підготовка молодших наукових працівників і викладачів вузів у галузі історії, філософії, літератури та лінгвістики».

## Історія
В 1930 році на базі виділеного зі складу Ленінградського університету історико-лінгвістичного факультету було утворено Ленінградський державний історико-лінгвістичний інститут (ЛДІЛІ) у складі трьох відділень: історико-літературного, музейно-краєзнавчого та редакційно-видавничого. «Загальнотеоретичний рівень викладання був значно знижений, поступившись місцем ... практицизму. Так, наприклад, інститут готував не літературознавця, а редактора-видавця або книгознавця; не історика, а музейного працівника або краєзнавця; замість лінгвістів-фахівців в галузі конкретних мов — готувались перекладачі тощо».
Постановою колегії Наркомпросу від 4 липня 1932 року інституту було повернуто університетський профіль, термін навчання було збільшено з трьох до чотирьох років (пізніше до п'яти), виведено зі складу музейно-краєзнавче та редакційно-видавниче відділення.
З організацією в 1933 році філософського відділення інститут був перейменований на Ленінградський історико-філософсько-лінгвістичний інститут (ЛІФЛІ). У 1934 році відділення інституту реорганізовані у факультети: лінгвістичний, літературний, історичний, філософський.
Розташовувався на Університетській набережній, будинок 11.
Станом на 1934 рік штат складав 263 людини, в тому числі 8 академіків, 14 членів-кореспондентів Академії наук, 68 професорів.
У 1936-1937 роках філософський та історичний факультети інституту об'єднані з відтвореним (у 1934 році) історичним факультетом Ленінградського університету, на базі двох інших факультетів ЛІФЛІ утворено філологічний факультет Ленінградського університету.
Чисельність студентів

- 1931/32 — 635 чол.
- 1932/33 — 699 чол.
- 1933/34 — 715 чол.
- 1934/35 — 926 чол.

## Професорсько-викладацький склад
Історичний факультет: академіки Б. Д. Греков, В. В. Струве, Є. В. Тарле; члени-кореспонденти АН СРСР О. А. Добіаш-Рождественська, В. Й. Равдонікас, С. Г. Томсинський; професори С. І. Ковальов, М. М. Розенталь, Биковський, І. М. Гревс, Годес, П. П. Щоголєв, О. І. Молок, С. Г. Лозинський, М. А. Корнатовський, Алімов, М. М. Цвібак; доценти Кокін, М. І. Ульянов, В. В. Мавродін, Троцький, Раков, Попов, М. А. Ілюкович.
Лінгвістичний факультет: академіки В. М. Алексєєв, М. С. Державін, С. О. Жебельов, М. Й. Конрад, І. Ю. Крачковський, М. Я. Марр, І. І. Мещанінов, С. П. Обнорський, Й. А. Орбелі, В. Ф. Шишмарьов, Л. В. Щерба, Ф. І. Щербатськой; члени-кореспонденти АН СРСР О. І. Малеїн, М. М. Поппе, О. А. Фрейман та інші.
Літературний факультет: академіки М. П. Алексєєв, В. М. Жирмунський, О. С. Орлов, І. І. Толстой; член-кореспондент АН СРСР М. К. Піксанов; професори М. К. Азадовський, В. В. Гіппіус, В. О. Десницький, В. Є. Євгеньєв-Максимов, П. М. Медведєв, О. О. Смирнов, А. Г. Фомін, Б. М. Ейхенбаум.
Філософський факультет: професори Тимянський, Кучеров, В. Н. Ральцевич, Широков, Янковський, Вайсберт, Ульріх, Спокойний, А. Айзенберг, І. І. Презент.

## Випускники
- Андрій Александров-Агентов— радянський партійний і державний діяч, дипломат, помічник Генерального секретаря ЦК КПРС.
- Габдулла Амантай[ru] — башкирський поет, літературознавець, фольклорист, громадський діяч.
- Микола Лесючевський[ru] — радянський літератор, головний редактор видавництва «Радянський письменник» (1951-1957), Голова Правління з 1958.